# Млетачко-турски рат (1499—1503)
Млетачко-турски рат вођен је од 1499. до 1503. године. Део је Млетачко-турских ратова.

## Увод
Нови Млетачко-турски рат погодио је Млечане у незгодан час тешке финансијске кризе и већих политичких заплета изазваних француским упадима у Италију (Италијански ратови). Упоришта на Леванту била су необезбеђена, а у флоти је владала пометња због неспособног руководства и хетерогених посада које су се састојале од кондотијерских компанија, ломбардијских сељака и далматинских морнара. Турске је за рат инспирисао милански војвода Лодовико Сфорца. Наговорио је Османлије да Млечанима преотму Мореју.

## Рат
Још на почетку рата, турска флота под командом Дауд-паше наноси пораз Млечанима код острва Сапијенце недалеко од Модона (12. август 1499). Млетачку флоту предводио је неодлучни командант Антонио Гримани. Настављајући операције, Дауд-паша следеће године осваја Модон, Наварино (Пилос) и Корон, али је одбијен код Науплије. Скендер-паша, босански санџак-бег, исте године проваљује у Далмацију до Шибеника. Затим је преко Хрватске и Истре пустошећи продро у Италију и прешао Таљаменто. Турци су током ових провала нарочито опустошили Крањску и Корушку. Исте године су освојили Макарску и њено приморје.
У немогућности да сами воде рат, Млечани 1500. године склапају савез са папом Александром VI и угарским краљем Владиславом II, а помоћ су упутиле и француска и шпанска флота. Хришћанска флота је 1500—1502. године слободно крстарила Средоземним морем. Нови млетачки адмирал Бенедето Пезаро и шпански војсковођа Гонзало Фернандез де Кордова пустошили су по турским егејским острвима и по обалама Мале Азије. Преотели су Кефалонију и Санта Мауру, одбили турски напад на Кипар и нанели Турцима неколико мањих пораза. Турци нису поновили своје успехе, ако се изузме освајање Драча 1501. године. Султан Бајазит II пристао је на мир. Године 1502. године је са Млетачком републиком склопио споразум, а следеће и са Угарском.